# Desierto de Tirari
El desierto de Tirari es un desierto con una superficie de 15 250 km² situado en la zona oriental de Far North, en Australia Meridional, y conocido por sus salares y sus dunas de arena.

## Localización

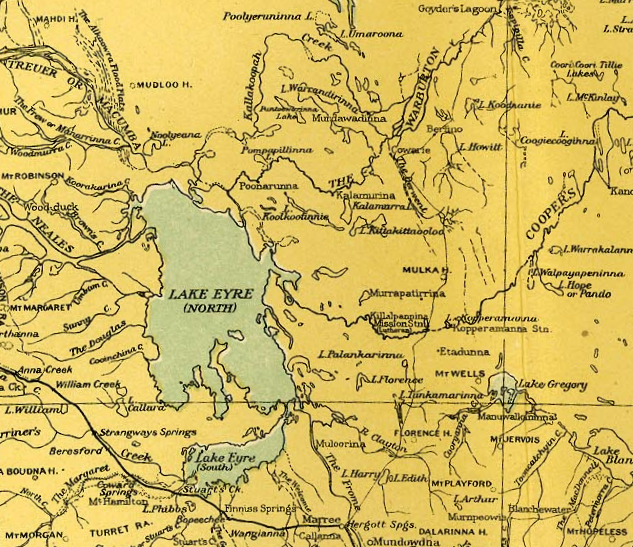
Mapa del desierto de Tirari y alrededores del año 1916 (Nota: el desierto no está marcado ni delimitado).

Este desierto se sitúa parcialmente dentro del parque nacional Lago Eyre, concretamente en la zona este del lago Eyre. 
El río Cooper Creek atraviesa el desierto por su zona central.
Por el norte limita con el desierto de Simpson, mientras que por el este limita con el desierto de Strzelecki y por el noreste con el Desierto Pedregoso de Sturt.

### Accesos
El principal acceso al desierto para vehículos es por la carretera no pavimentada de Birdsville Track que se extiende hacia el norte desde Marree hasta Birdsville. El Hotel Mungerannie es el único lugar que provee servicios entre ambas ciudades.

## Clima
La media de precipitaciones anuales está por debajo de los 125 mm.

## Pertenencia a la Interim Biogeographic Regionalisation for Australia (IBRA)
Hasta 2008, el desierto de Tirari ha sido incluido en la región biogeográfica (IBRA) SSD3: Dieri, que forma parte de la región de los Campos de Dunas de Simpson Strzelecki (SSD).

## Vegetación
La vegetación de los campos de dunas del desierto de Tirari se caracteriza por la zarza Acacia ligulata y la caña Zygochloa paradoxa, que crecen en las cimas y los valles de las dunas. También crecen campos abiertos de arbustos altos entre las dunas. El resto de vegetación consiste en capas de hierba y plantas con flores que cubren los campos de dunas después de las lluvias.
El suelo que subyace por debajo de las dunas así como la vegetación, varían en función del espaciamiento que exista entre las dunas. Cuando estos espacios son pequeños se forman valles arenosos con vegetación muy similar a ambos lados de la duna. Por el contrario, cuando el espacio entre dunas es más amplio y existen regiones inundadas entre dunas, se pueden ver diferentes tipos de vegetación en las dunas circundantes.
La vegetación de las zonas inundadas también varía en función de la capacidad del suelo para retener agua y de la frecuencia de las inundaciones. En las zonas más secas se pueden apreciar diversas especies como el Atriplex nummularia, la Maireana aphylla y el Chenopodium auricomum, los cuales se distribuyen en campos abiertos, cerca de ciénagas, y frecuentemente asociados con las hierbas Eragrostis australasica y Muehlenbeckia florulenta.
Las corrientes de agua intermitentes y los depósitos de agua permanentes asociados a los afluentes del río Cooper Creek permiten que la zona de bosque sea dominada por los eucaliptos de las especies Eucalyptus camaldulensis y Eucalyptus coolabah.

## Fósiles
El desierto incluye un área rica en fósiles de vertebrados del Período Terciario, que se extiende desde el lago Ngapakaldi hasta el lago Palankarinna, con una superficie de 3,5 km².

## Población Dieri
El Desierto de Tirari ha formado parte de la región de tierra reclamada por la tribu nativa de los Dieri.
El antropólogo australiano Norman Tindale descubrió una pequeña tribu ahora extinta, que él refería como los Tirari. Esta tribu se localizaba en la costa este del lago Eyre, desde el norte de Muloorina hasta el Río Warburton, al este de Killalapaninna. Tindale estaba en desacuerdo con los hallazgos realizados por Alfred William Howitt, el cual definía a esta tribu (los Tirari) como una horda de los Dieri, puesto que hablaban un lenguaje diferente al de los Dieri. Sin embargo, debería hacerse notar que desde que Tindale publicó su trabajo, muchos de los datos relacionados con la distribución y definición de los grupos de lenguaje aborígenes han sufrido múltiples revisiones desde 1974. Y también debería señalarse que el trabajo de Tindale se enfocó a describir la distribución tribal de los aborígenes tras el contacto con los europeos.

### Misiones
En la década de 1860 se establecieron dos misiones aborígenes cerca del río Cooper, cruzando la carretera de Birdsville. Los Moravian establecieron una corta misión en el lago Kopperamanna en 1866. Esta fue cerrada en 1869 debido a la sequía y a las escasas relaciones establecidas con las comunidades locales de indígenas.
La Misión de Bethesda fue establecida por alemanes luteranos cerca del lago Killalpaninna en la misma época y, tras un breve período en el cual permaneció abandonada, fue restablecida y en la década de 1880 comenzó a parecerse a un pequeño pueblo con más de 20 viviendas y una iglesia. Durante esta época, la población fue de "varios centenares de aborígenes y una docena de blancos". Aunque inicialmente la misión lograba autofinanciarse con la explotación de los pastos para el ganado, se vio obligada a cerrar en 1917 debido a los efectos provocados por la sequía y la plaga de conejos. En la actualidad, apenas quedan evidencias de este asentamiento, más allá de un pequeño cementerio y retazos de un aserradero.

## Exploraciones europeas
En una expedición realizada en 1866 para determinar el límite septentrional del lago Eyre, Peter Egerton Warburton se aproximó al desierto desde el oeste y siguió la corriente del río que ahora es conocido con el nombre de río Warburton, pero que él creyó incorrectamente que era el Cooper Creek. En 1874 otra expedición liderada por James William Lewis, siguió nuevamente el curso del río hasta el borde Queensland, volvieron a trazar la ruta en el camino de vuelta y se encaminaron hacia el sur, a la misión de Kopperamanna. A continuación, siguieron el curso del Cooper Creek con el fin de inspeccionar la costa este del lago Eyre. Lewis, después de la expedición, dijo acerca del lago: "Sinceramente creo que podría no verlo nunca más; es inútil en todos los aspectos, y su sola visión produce sed tanto en los hombres como en las bestias".

## Estaciones
La región del desierto de Tirari tiene un gran número de grandes estaciones de ganado, que actúan como zonas de parada para la aviación que atraviesa el Channel Country.
La Estación de Dulkanina ha sido llevada por la misma familia durante los últimos 110 años y tiene 2000 cabezas de ganado así como diversas variedades de caballos y kelpis. La Estación de Etadunna al norte posee una superficie de 1 millón de acres y 2500 cabezas de ganado. Los alrededores de las estaciones incluyen sitios que son patrimonio suyo, como las ruinas de Bucaltaninna Homestead, las ruinas de Woolshed, el Canny Trig Point (también conocido como Milner's Pile) y el patrimonio estatal de la Misión de Killalpaninna.
Más hacia el norte, se encuentra la Estación de Mulka, que también posee una gran cantidad de sitios patrimonio tales como las ruinas de Apatoongannie, de Old Mulka y de Ooroowillannie. Las ruinas de Mulka Store se encuentran entre los sitios que forman parte del patrimonio estatal de Australia Meridional.